# Aphaenogaster pythia
Aphaenogaster pythia é uma espécie de inseto do gênero Aphaenogaster, pertencente à família Formicidae.